# Semra Ertan
Semra Ertan (ur. 26 maja 1957 w Mersinie, zmarła 26 maja 1982 w Hamburgu) – turecka pisarka mieszkająca w RFN, popełniła samobójstwo w proteście przeciw traktowaniu cudzoziemskich robotników przez mieszkańców tego państwa.
Była córką tureckich robotników mieszkających w Kilonii, a potem w Hamburgu. Przybyła do Niemiec ze swoimi sześcioma siostrami w 1971, krótko po osiedleniu się tam rodziców. Ukończyła szkołę podstawową i średnią w Turcji. W Niemczech kształciła się na kreślarkę, pomagała też społecznie imigrantom z Turcji jako tłumaczka. Od 1976 do śmierci napisała około 350 wierszy i satyr politycznych. Jej najbardziej znany utwór, Mein Name ist Ausländer (Nazywam się cudzoziemiec) z 1981, doczekał się publikacji w tureckich podręcznikach szkolnych. W 1982 została przyjęta do Niemieckiego Związku Pisarzy (Bund Deutscher Schriftsteller).
23 maja 1982 zadzwoniła do stacji Norddeutscher Rundfunk i ZDF. W czasie rozmowy telefonicznej przeczytała Mein Name ist Ausländer i oświadczyła, że popełni samobójstwo przez samospalenie w proteście przeciw wzrastającemu w Niemczech Zachodnich poziomowi ksenofobii (w 1982 68% mieszkańców tego kraju było zwolennikami powrotu cudzoziemskich robotników do rodzinnych krajów). Do samobójczego aktu doszło we wczesnych godzinach rannych 24 maja na rogu ulic Simon-von-Utrecht-Straße i Detlev-Bremer-Straße w hamburskiej dzielnicy St. Pauli. Ertan bezskuteczni próbowali ratować policjanci z przejeżdżającego tamtędy radiowozu. Ponad połowa jej skóry uległa poparzeniom w wyniku oblania pięcioma litrami benzyny i podpalenia. Samobójczyni zmarła w szpitalu dwa dni później.
Na wieść o śmierci Ertan turecki dziennik Milliyet opublikował całostronicowy apel przeciw ksenofobii w języku niemieckim i tureckim. W Hamburgu miała miejsce demonstracja około 5000 osób przeciw rasizmowi. W 1984 Westdeutscher Rundfunk wyemitowała reportaż Tod einer Türkin (Śmierć Turczynki). Została jej zadedykowana książka Güntera Wallraffa Ganz unten z 1985oraz utwory muzyczne, m.in. adagio i scherzo na oktet Semra Ertan Enjotta Schneidera z 1982 i Immolation Scene (Scena samospalenia) İlhana Mimaroğlu z 1983. Zainspirowała postać Ayse, głównej bohaterki powieści Stena Nadolnego Selim oder Die Gabe der Rede. W 2013 miał premierę film dokumentalny autorstwa jej siostrzenicy Cany Bilir-Meier Semra Ertan. Od 2023 jej imię nosi plac w dzielnicy Kilonii Friedrichsort.